# Brebotte
Brebotte és un municipi francès del departament del Territori de Belfort i de la regió de Borgonya - Franc Comtat. El 2007 tenia 324 habitants.

## Geografia
El poble, que se situa a les proximitats del canal del Roine al Rin, és vorejat per La Bourbeuse. Brebotte és a 6 km de Grandvillars, a 10 km de Fontaine i a 13 km de Belfort.

## Demografia
| 1962 | 1968 | 1975 | 1982 | 1990 | 1999 | 2007 |
| ---- | ---- | ---- | ---- | ---- | ---- | ---- |
| 204  | 218  | 226  | 215  | 220  | 260  | 324  |